# Vasilij Bortnikovs tilbagevenden
Vasilij Bortnikovs tilbagevenden (russisk: Возвращение Василия Бортникова) er en sovjetisk film fra 1953 af Vsevolod Pudovkin.

## Medvirkende
- Sergej Lukjanov - Vasilij Bortnikov
- Natalja Medvedeva - Avdotja
- Nikolaj Timofejev - Stepan
- Anatolij Tjemodurov - Tjekanov
- Inna Makarova - Frosja